# Calto
Calto là một đô thị ở tỉnh Rovigo ở vùng Veneto của Ý, có khoảng cách khoảng 90 km về phía tây nam của Venezia và khoảng 35 km về phía tây của Rovigo. Tại thời điểm ngày 31 tháng 12 năm 2004, đô thị này có dân số 834 người và diện tích là 11,0 km².
Calto giáp các đô thị: Castelmassa, Ceneselli, Felonica, Salara, Sermide.